# Tête du Coquin
 (juillet 2012).
- Si vous ne connaissez pas le sujet, laissez ce bandeau (vous pouvez alors contacter les auteurs).
- Si vous supprimez le contenu mis en cause (vous pouvez préalablement contacter les auteurs),

argumentez précisément cette suppression dans la page de discussion
(un manque de référence n'est pas un argument ; une recherche réelle de référence doit avoir été effectuée, être formellement documentée).
La tête du Coquin ou roche du Coquin est un petit sommet en conglomérat, pointant sur la crête gréseuse du Coquin, à l'extrémité orientale de la forêt domaniale de Celles-sur-Plaine, à 6 kilomètres au nord-est de l'ancien village de Celles. Le Coquin est un petit massif gréseux qui, dans le prolongement du Gros Colas, sépare le vallon de la Haute Sciotte et le vallon du ruisseau du Coquin, dans le département des Vosges. Le massif du Coquin, autrefois dans une acception large incluant les Brocards, dominait le val de Plaine et le val du Rabodeau ou de Senones, deux vallées qui remontent continûment vers le nord-est où trône le massif du Donon, sommet des Vosges gréseuses. En particulier, le sommet surplombe l'ancienne petite ville industrielle de Moussey au sud.

## Toponymie
Plusieurs hypothèses successives peuvent expliquer l'oronyme Coquin et sa francisation en tête du Coquin :
- la forme en vieux patois vosgien Caquin, le son a se prononçant comme un o doux français, pourrait être l'application du verbe câquèr, « montrer la tête, sortir (après l'hiver) »[3]. Le massif du Coquin se caractérisait, plus encore qu'aujourd'hui, par cette roche ou tête sortante emblématique. Les sommets dénommés Brocards semblent tirer leur dénomination du latin brocchum, signifiant saillant, forme en saillie ;
- en ancien français, dans la  Geste des Lohereins rédigée à la fin du XIIe siècle, le « coquin » désigne un mendiant, un faux pèlerin, porteur d'une fausse coquille Saint-Jacques. Le calvaire du Coquin peut venir à l'appui de cette dénomination plus tardive, peut-être moderne. Sa francisation a appelé l'ajout de tête ;
- la forme sphérique pourrait faire songer à une coque ou petite coque, chapelle naturelle pour s'y abriter de la pluie. D'où le Coquin expliquant à l'origine uniquement la roche sommital.

La première hypothèse patoise peut être allègrement confondue avec le verbe homophone en patois vosgien, câcquèr, caqueter (cri de la poule sauvage, cri régulier de la poule domestique). On comprend alors une tradition orale qui évoque pour le Coquin la poule sauvage ou coq de bruyère, à savoir lo nâre coquelā, « le noir coq de bruyère ». Le Gros Colas, sommet et mont effondré dans le prolongement du massif du Coquin, indique dans la même veine légendaire en vieux patois lo grous coquelā ou « gros coq de bruyère ». 
Il est probable que la première hypothèse, plus populaire, ou ses variantes a été combattue par l’Église au début de l'époque moderne. Faire passer la croyance en un coq noir caquetant à tue-tête pour le diable ou attribuer au sommet montrant une petite tête tel un accouchement de géante, la résidence d'un haut lieu hanté par un être coquin, menaçant et libidineux, est une façon moderne, avec l'exorcisme des roches à l'époque tridentine, de combattre, de dévaloriser et d'effacer les vieilles traditions et croyances médiévales.

## Géographie
Entre la tête du Coquin à 837 mètres d'altitude et le Pain de Sucre au sud-ouest à 671 mètres d'altitude commence à s'échancrer une profonde vallée qui prend naissance en deux lieux-dits, le Calvaire du Coquin à 789 mètres et du col Ferry sous les roches Ferry à 801 mètres, deux hauteurs qui surplombent directement la vallée du Rabodeau, de Senones et Moussey. Les roches sont des grès vosgiens d'âge triasique. Les amateurs géologues reconnaissent un ancien cirque glaciaire dans un modelé de calotte islandaise, comparable à celui, d'ailleurs plus petit et moins élevé, du lac de la Maix. En effet, les recherches actuelles, rejoignant les constats modestes de terrains depuis la Belle Époque, proposent un niveau nival situé entre 650 et 700 mètres d'altitude durant les ultimes (dé)glaciations.
Au nord du Coquin, se poursuit une ligne de faîte qui gagne le Gros Colas dont la tête en sommet arrondi est à 726 mètres d'altitude et la tête des Herrins, partie de la forêt communale d'Allarmont surmontant au-delà de la Plaine le hameau des Noires Colas, en aval de Bionville. La forêt de Celles est limitée par les Hayes de Celles, terme qui signifie en dialecte lorrain les « bois ou forêt de clôture ou limite de Celles ».

## Histoire
Les observateurs à la Belle Époque pouvaient interpréter de loin la forme tabulaire étrange de la roche sommitale comme un coq élancé ou un mendiant au grand chapeau. Divers clichés d'Adolphe Weick avant la Grande guerre montrent la roche sommitale en forme de table en partie évasée avec un soubassement plus étroit. L'érosion régressive du conglomérat explique cette forme tabulaire et la difficulté d'accès au sommet, au point qu'il avait fallu construire, adosser et tailler un escalier d'accès en pierre de grès. Le sentier d'accès était jalonné par le Club alpin français, puisque le site était visité par de nombreux touristes.
Voici comment le cartographe Adolphe Garnier le décrit : « Il s'agit d'une roche en grès vosgien de forme sphérique, parsemée de cailloux blanc, de 8 mètres de haut et présentant une base de 5 à 6 mètres. Son sommet à 843 mètres d'altitude est atteint par des marches d'escalier taillées dans la pierre. La vue y est magnifique, par sa position avancée et dominante sur toute la vallée de la Plaine jusqu'au Donon. Au sud-ouest, toute proche est la roche des Brocards sur la commune d'Allarmont. Si on distingue par temps clair seulement une partie du val de Senones et des villages du canton de Senones, la crête des Vosges apparaît facilement ainsi que les hauteurs des  Hautes Chaumes avoisinant Le Valtin et Gérardmer. À l'ouest, les ruines du château de Pierre-Percée se détachent avec netteté, et la Lorraine prend forme avec les environs de Lunéville, Nancy et Avricourt ».
Le point d'observation allemand, dénommé Coquin Felsen dans cette langue, c'est-à-dire « rocher du Coquin », a été complètement transformé par creusage de la base des roches pour y fixer des abris ou des points d'artillerie, puis bétonnage et fixation de structure en acier pour fixer des projecteurs puissants, à partir de septembre 1914. Il s'agit d'un poste d'observation stratégique, doublé plus tard d'un poste optique qui communique avec les étangs de Ban-le-Moine au nord d'Allancombe (commune de Badonviller). La construction de tranchées allemandes du Coquin au Gros Colas, la ligne du Dialtrepoix à l'ouest rejoignant les tranchées du Coquin à l'est, avec les casemates et installations militaires nécessaires, ont transformé la montagne du Coquin. Le démantèlement et déferrage rapide des postes et tranchées militaires après novembre 1918 ont causé d'autres dégradations, en particulier sur les roches soumises aux effets des explosifs.
Selon la tradition orale, ces anciennes hauteurs au lointain modelé glaciaire sont considérées comme des refuges longtemps préservés du coq de bruyère des Vosges ou grand tétras, faisant entendre en automne un concert de caquetage. L'historien peut montrer aussi la compatibilité de cet oiseau, aujourd'hui en voie de disparition dramatique depuis un siècle, et un environnement agro-pastoral et forestier traditionnel. Contrairement à une conception historique erronée de forêts immuables, les forêts des anciennes terres de Salm, en particulier celle de Celles, possédaient évidemment avant la Révolution des chaumes amodiées ou des montagnes d'estives privées, en particulier sous le Coquin :
- au sud la chaume des Bœufs ;
- la chaume du Coquin à l'est ;
- la chaume de Riangoutte au nord ;
- il est possible d'ajouter la chaume des Gardes en dessous du col des roches Ferry.

L'indice de quatre fontaines anciennes correspondantes, toujours en eau et mentionnées sur la carte topographie corrobore les traces de cette présence pastorale d'estives sous l'Ancien Régime. La gestion traditionnelle de ces estives montre que seuls les sommets rocheux étaient couverts de belles forêts ainsi que les fonds. Sur Allarmont, le prolongement du massif du Coquin peut à la rigueur englober la chaume des Gros Colas.
Tous les espaces ouverts, calmis, calvus mons, calvomontensis devenu chaume, la « montagne » des montignons ou marcaires, ou l'ancien campus altéré en *champ, s'ils étaient entourés de forêts majestueuses à grand arbres, ont donné lieu selon la tradition paysanne dans les montagnes vosgiennes, à des explications de création/revigoration de vents réguliers froids et secs. Le « bise de la chaume des Bœufs » ou « bise du Coquin » ne fait pas exception : elle désignait autrefois le vent froid venu d'Alsace ou d'Allemagne, bise de l'Est qui frigorifiait les habitants de Celles. Les météorologues identifient désormais l'anticyclone russe formé d'air froid et dense, gelant la mer Baltique et s'avançant vers l'Europe occidentale par avancées brusques de languettes d'air froid.
À proximité de la tête du Coquin se rejoignaient les deux chemins partant à l'occident de l'abbaye de Senones, le chemin de Celles qui reliait par le col Ferry Senones ou La Petite-Raon à Celles-sur-Plaine, le chemin d'Allarmont qui reliait, par le col du Calvaire, Moussey à Allarmont. En été, le Coquin n'était pas encore un territoire de solitude sylvicole.

## Randonnée
C'est un lieu de promenade silencieux à proximité du sentier de grande randonnée GR533 qui longe la ligne de crête depuis les côtes de Senones avant de gagner en bifurquant à l'ouest Celles-sur-Plaine. L'altitude de la tête du Coquin est de 837 mètres et reste facilement accessible depuis la passée du Calvaire à 789 mètres d'altitude, par une légère descente et une montée. La tête du Coquin offre toujours un point de vue remarquable.